# Adrenalize (singolo)
Adrenalize è una canzone della band americana In This Moment. Pubblicato il 1° febbraio 2013, è il secondo singolo estratto dal loro quarto album in studio, Blood. Questa canzone contiene le voci degli ospiti di Ivan L. Moody, che in origine avrebbe dovuto duettare con Maria su The Promise del terzo album della band A Star-Crossed Wasteland.

## Video musicale
Il video musicale, diretto da Robert John Kley, è stato nominato per il Jack Richardson Producer of the Year Award. Nel video, Maria Brink viene drogata da un'infermiera mascherata ed è legata a un letto d'ospedale mentre il resto del gruppo viene mostrato mentre gioca in molte parti della struttura. Ci sono anche uomini e donne vestiti in modo scarno e un angelo nero che vaga per le sale. Il video termina con Maria che diventa lei stessa un'infermiera. Adrenalize è stato girato presso il Linda Vista Community Hospital di Los Angeles ed è stato diffuso in rete dal 9 aprile 2013.